# Episodi de Il mio amico Ricky (quarta stagione)
La quarta stagione della sitcom Il mio amico Ricky è stata trasmessa negli Stati Uniti dal 15 settembre 1985 all'11 maggio 1986.
| nº | Titolo originale                    | Prima TV USA      |
| -- | ----------------------------------- | ----------------- |
| 1  | Head Over Heels                     | 15 settembre 1985 |
| 2  | Mrs. Stratton Builds Her Dreamhouse | 22 settembre 1985 |
| 3  | Poor Evelyn                         | 6 ottobre 1985    |
| 4  | Promises, Promises                  | 13 ottobre 1985   |
| 5  | The Great Baseball Card Scheme      | 27 ottobre 1985   |
| 6  | The Trouble with Uncle Harry        | 3 novembre 1985   |
| 7  | One Strike and You're Out           | 10 novembre 1985  |
| 8  | Race with Eagles                    | 17 novembre 1985  |
| 9  | A Magnificent Obsession             | 24 novembre 1985  |
| 10 | Judgment Day                        | 1º dicembre 1985  |
| 11 | The Barbarians                      | 8 dicembre 1985   |
| 12 | Three Musketeers                    | 15 dicembre 1985  |
| 13 | Second Class Parent                 | 21 dicembre 1985  |
| 14 | The Lady Is A Tramp                 | 5 gennaio 1986    |
| 15 | Stratton and Stratton               | 12 gennaio 1986   |
| 16 | Daddy Rick                          | 19 gennaio 1986   |
| 17 | One for the Road: Part 1            | 2 febbraio 1986   |
| 18 | One for the Road: Part 2            | 9 febbraio 1986   |
| 19 | Movie Madness                       | 16 febbraio 1986  |
| 20 | Rick Sings                          | 23 febbraio 1986  |
| 21 | The Way We Weren't                  | 2 marzo 1986      |
| 22 | A Family Affair                     | 16 marzo 1986     |
| 23 | Rick at 16                          | 23 marzo 1986     |
| 24 | Second Best                         | 11 maggio 1986    |